# Cleveland Metroparks Zoo
Koordinaten: 41° 26′ 49″ N, 81° 42′ 43″ W
Der Cleveland Metroparks Zoo ist ein Zoo, der sich am südlichen Stadtrand von Cleveland im Cuyahoga County im Nordosten des US-Bundesstaates Ohio befindet. Der Zoo ist Mitglied bei der Association of Zoos and Aquariums (AZA).

## Geschichte
Der Zoo begann 1882 als Wade Park und wurde nach seinem Gründer Jeptha H. Wade benannt. Die im frühen Zoo gehaltenen Tiere waren hauptsächlich lokaler Herkunft. 
1907 beschloss der Stadtrat von Cleveland das Cleveland Museum of Art am Standort des Zoos zu errichten und verlegte deshalb den Zoo an seinen derzeitigen Standort in den südlichen Vorort Old Brooklyn. 1957 übernahm die Cleveland Zoological Society die Leitung des Zoos. Im Jahr 1975 wurde der Zoo als Cleveland Metroparks Zoo an die Cleveland Metroparks Organisation übereignet. In den folgenden Jahren wurde eine Vielzahl neuer Anlagen gebaut sowie bestehende Anlagen derart umgestaltet, dass sie den jeweils gültigen Richtlinien einer artgerechten Tierhaltung entsprachen.

## Anlagenkonzept
Im Zoo leben ca. 3000 Tiere in rund 600 Arten. Diese sind nach ihren geografischen Vorkommensgebieten gruppiert, wobei Arten, die verträglich in freier Wildbahn zusammenleben, auch im Zoo gemeinsam untergebracht sind. In dem African Savannah genannten Anlagenbereich werden überwiegend Steppenbewohner, beispielsweise Antilopenarten, Zebras Strauße und Giraffen auf großen Freianlagen gehalten. Der Bereich African Elephant Crossing zeigt u. a. Afrikanische Elefanten. Die Sektion Australian Adventure  beinhaltet Tiere der australischen Fauna. In erster Linie Primaten, Großkatzen sowie ein Schauaquarium sind bei Primate, Cat & Aquatics zu besichtigen. In der Abteilung The Rain Forest finden sich neben Regenwald bewohnenden Säugetieren auch Reptilien und Amphibien. Bären, Wölfe und Tiger leben in Wilderness Trek.
Weitere Zoo-Bereiche betreffen das Sarah Allison Steffee Center for Zoological Medicine, ein auf den neuesten Stand eingerichtetes Tierkrankenhaus, ein Informations- und Ausstellungszentrum sowie das Savannah Theater, ein kleines halbrundes Amphitheater, in dem Vorführungen mit Tieren stattfinden. Der Circle of Wildlife beinhaltet einen Kinderspielplatz mit einem Karussell, Restaurationsbetriebe und einen Picknick-Bereich. Die 1884 erbaute historische Wade Hall wurde im viktorianischen Stil restauriert. Ein ausgedehnter hölzerner Fußboden umgibt große Teile des Gebäudes und bietet einen freien Blick auf den Waterfowl Lake, einen mit vielen Wasservögeln besetzten See. Die Wade Hall wird bevorzugt für Veranstaltungen, beispielsweise elegante Mahlzeiten, Steh-Empfänge und Hochzeitszeremonien genutzt.

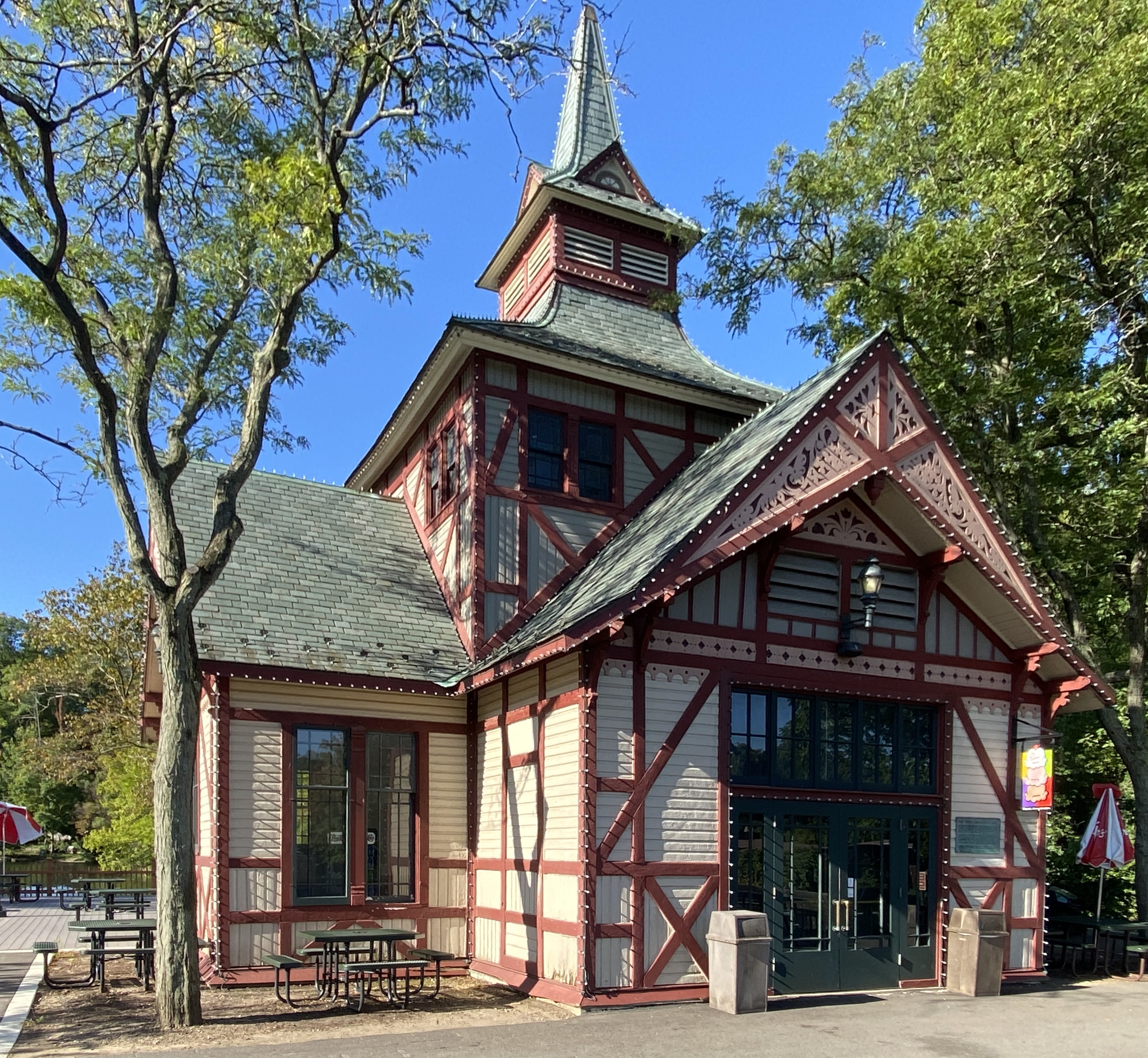
Wade Hall
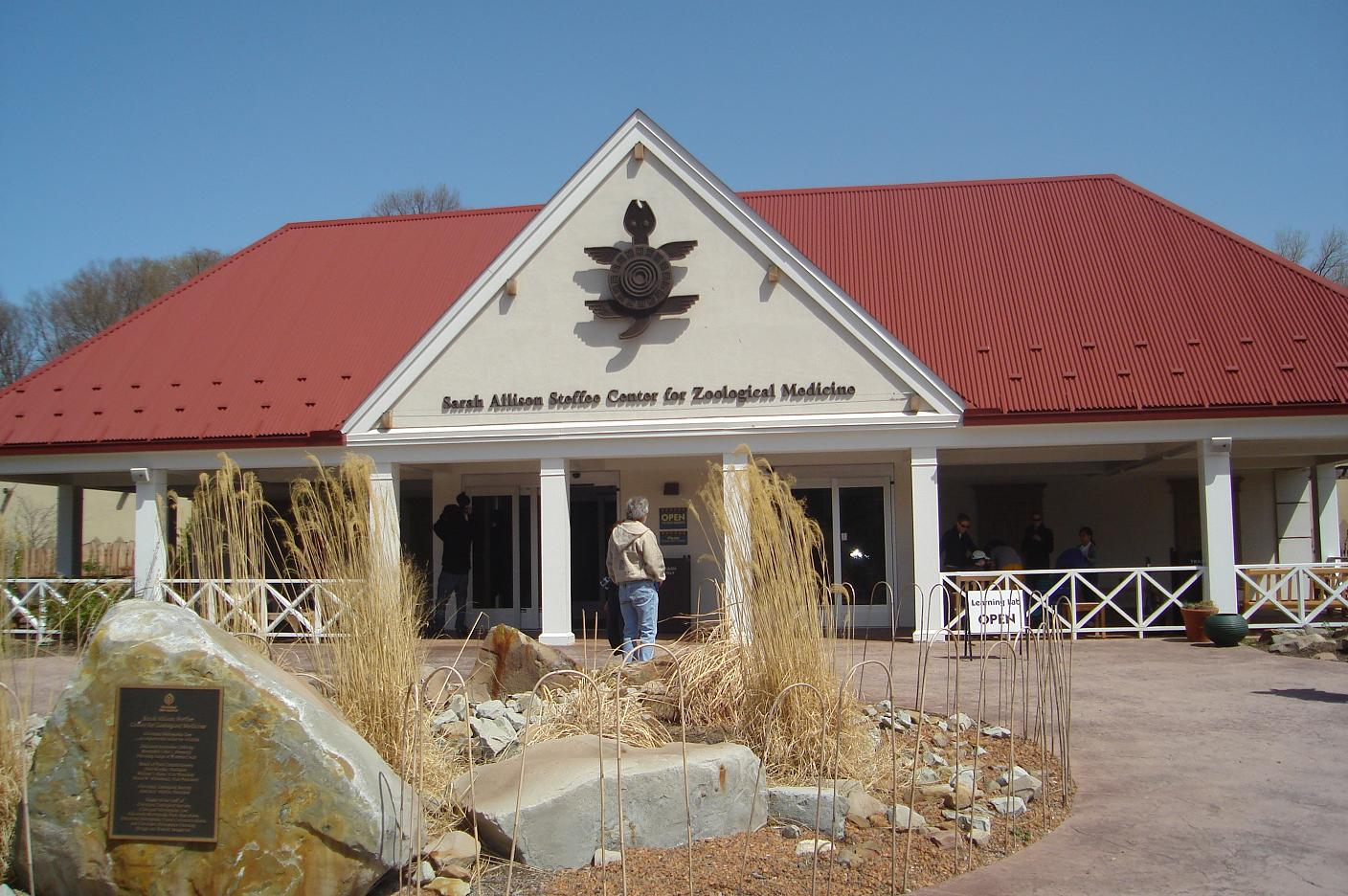
Tierkrankenhaus
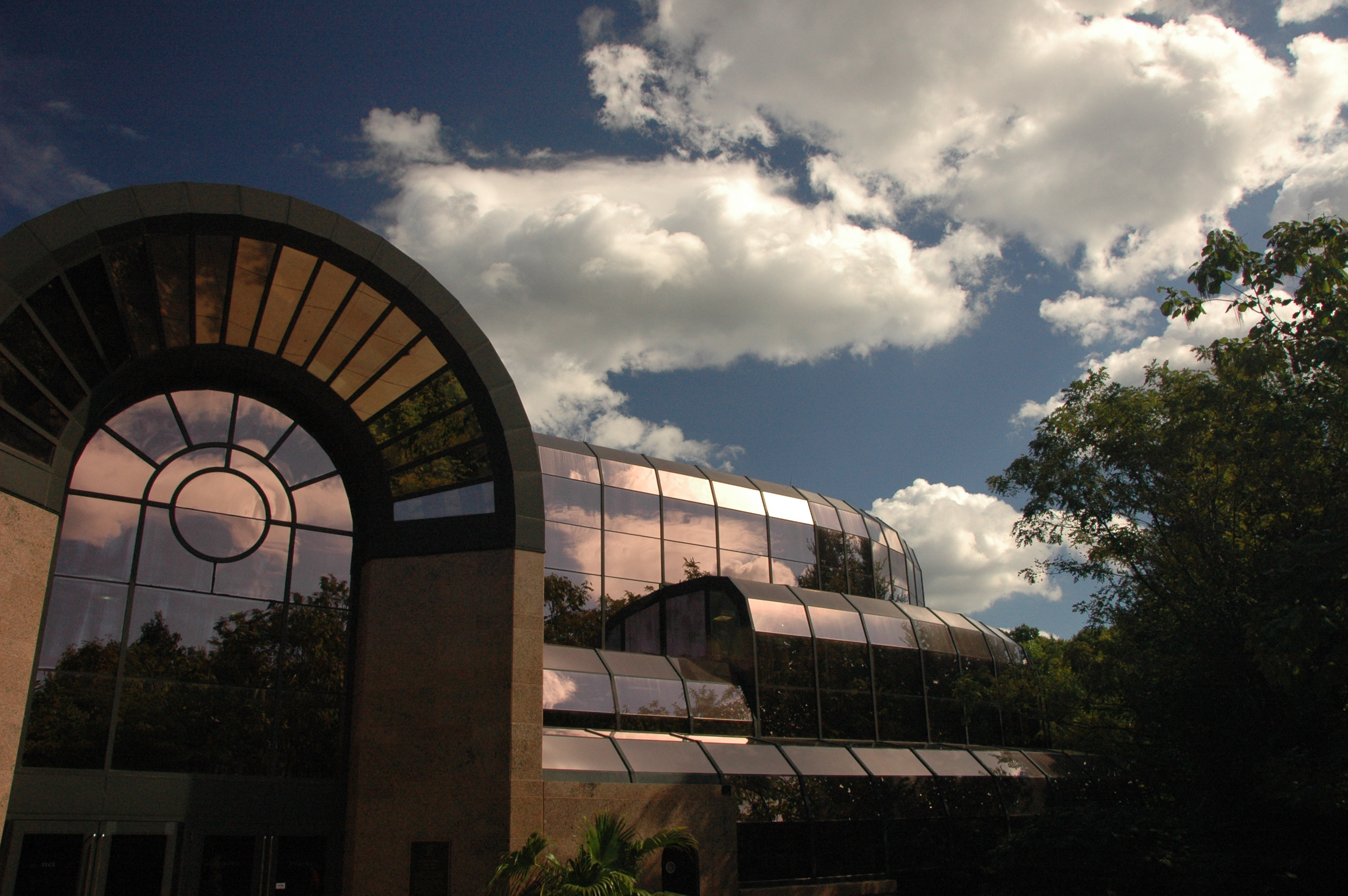
Eingang zum Rain-Forest

## Wildtiererhaltungs- und Schutzprogramme
Der Cleveland Metroparks Zoo beteiligt sich an verschiedenen Arterhaltungsprogrammen für Wildtiere weltweit. Ein besonderes Anliegen dabei ist die Unterbindung des illegalen Handels mit Tieren und deren Produkten. In Zusammenarbeit mit der Organisation Education for Nature-Vietnam und anderer Partner in Indonesien und Malaysia arbeitet der Zoo mit Strafverfolgungsbehörden und Naturschutzorganisationen zusammen, um illegale Fälle von Wildtierhandel und diesbezügliche kriminelle Netzwerke aufzudecken. Die National Wildlife Crime Organisation sensibilisiert die Öffentlichkeit aktiv bei der Bekämpfung von Wildtierkriminalität und zur Reduzierung der Nachfrage nach Wildtierprodukten. Die Bemühungen fördern eine stärkere Gesetzgebung und einen Rechtsschutz für die Tierwelt. In Afrika bildet die African Wildlife Foundation speziell ausgesuchte Erkennungshunde aus, um den Handel mit illegalen Wildtierprodukten wie Elfenbein und Nashorn-Horn an Häfen und Kontrollpunkten zu unterbinden. Ein gut ausgebildeter Schnüffelhund und sein Trainer können 300 Personen und 600 Gepäckstücke in weniger als 30 Minuten mit einer Genauigkeit von mehr als 90 % durchsuchen. Es würde 36 Stunden dauern, wenn Zollinspektoren versuchten, die gleiche Arbeit zu leisten.

## Galerie
Die folgende Bildreihe zeigt einige Säugetiere aus dem Bestand des Cleveland Metroparks Zoos.

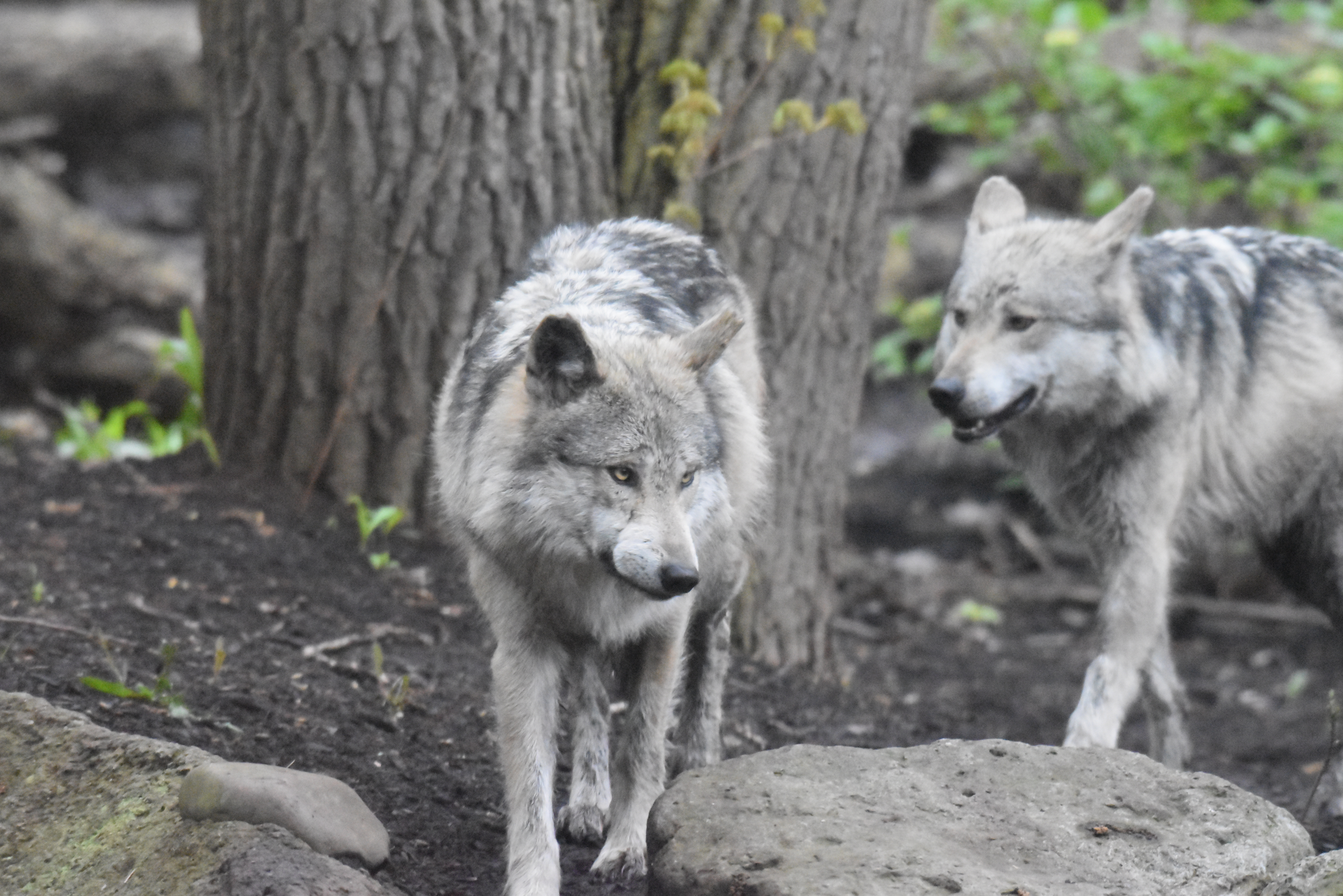
Mexikanische Wölfe
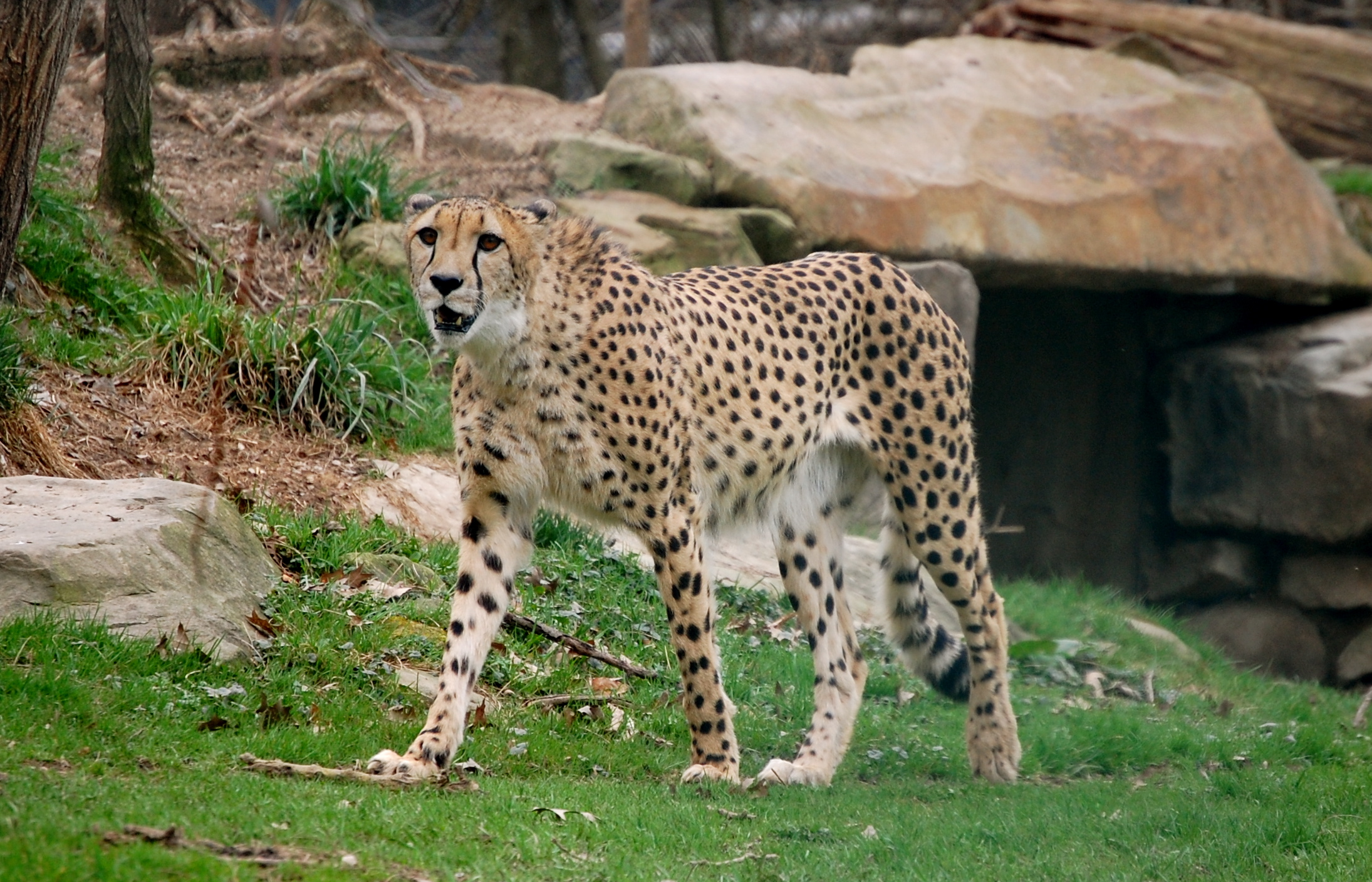
Gepard
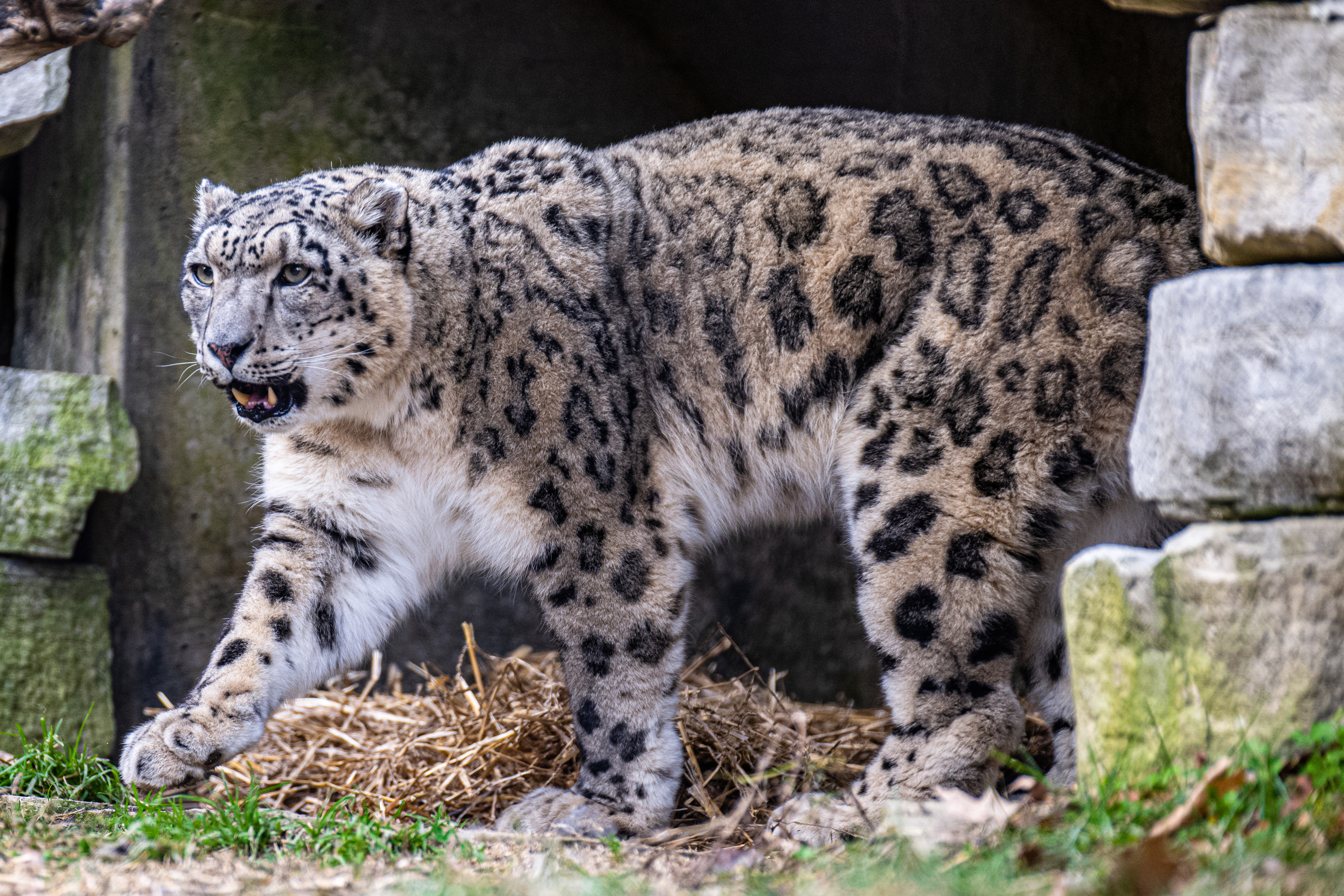
Schneeleopard
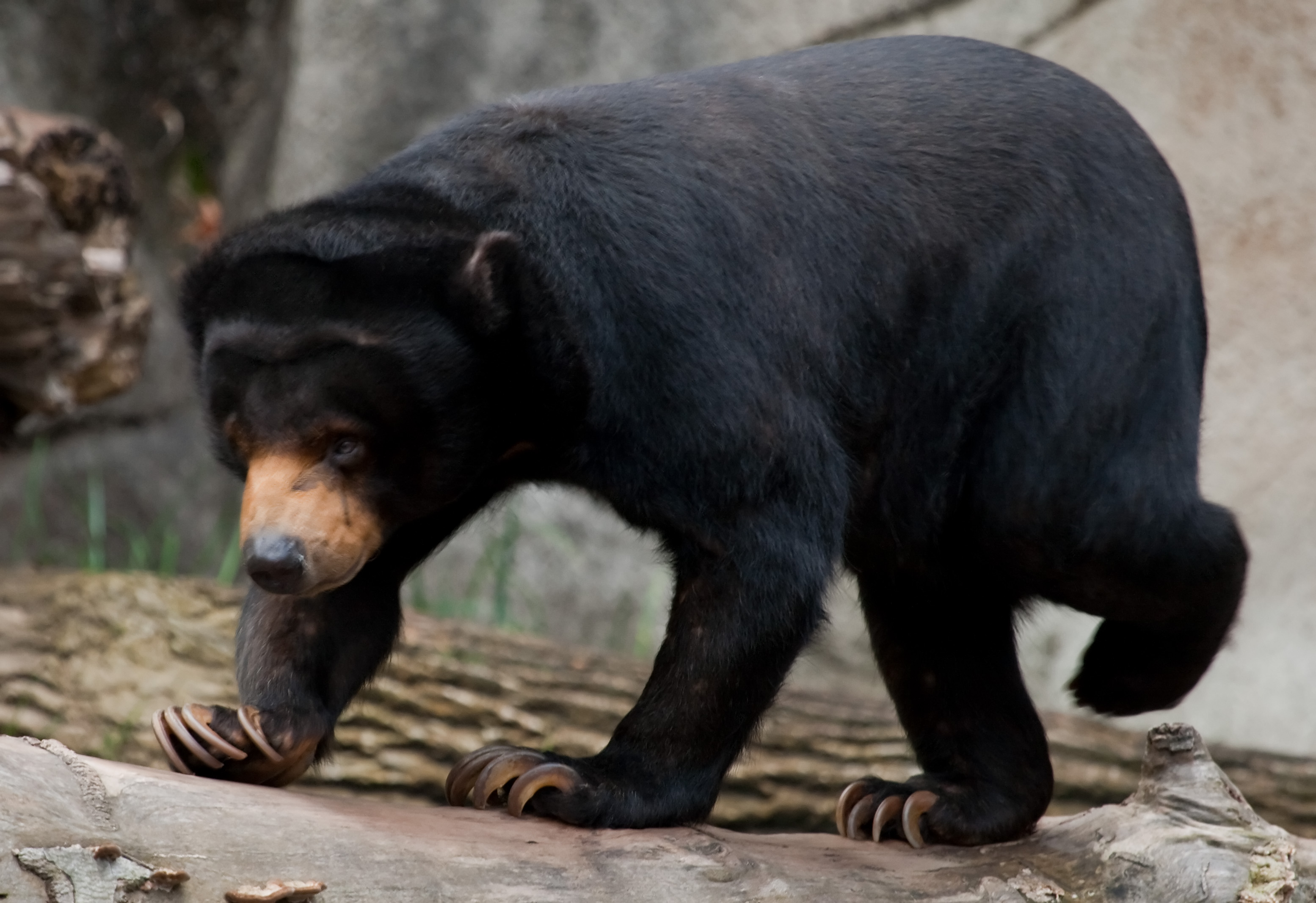
Malaienbär
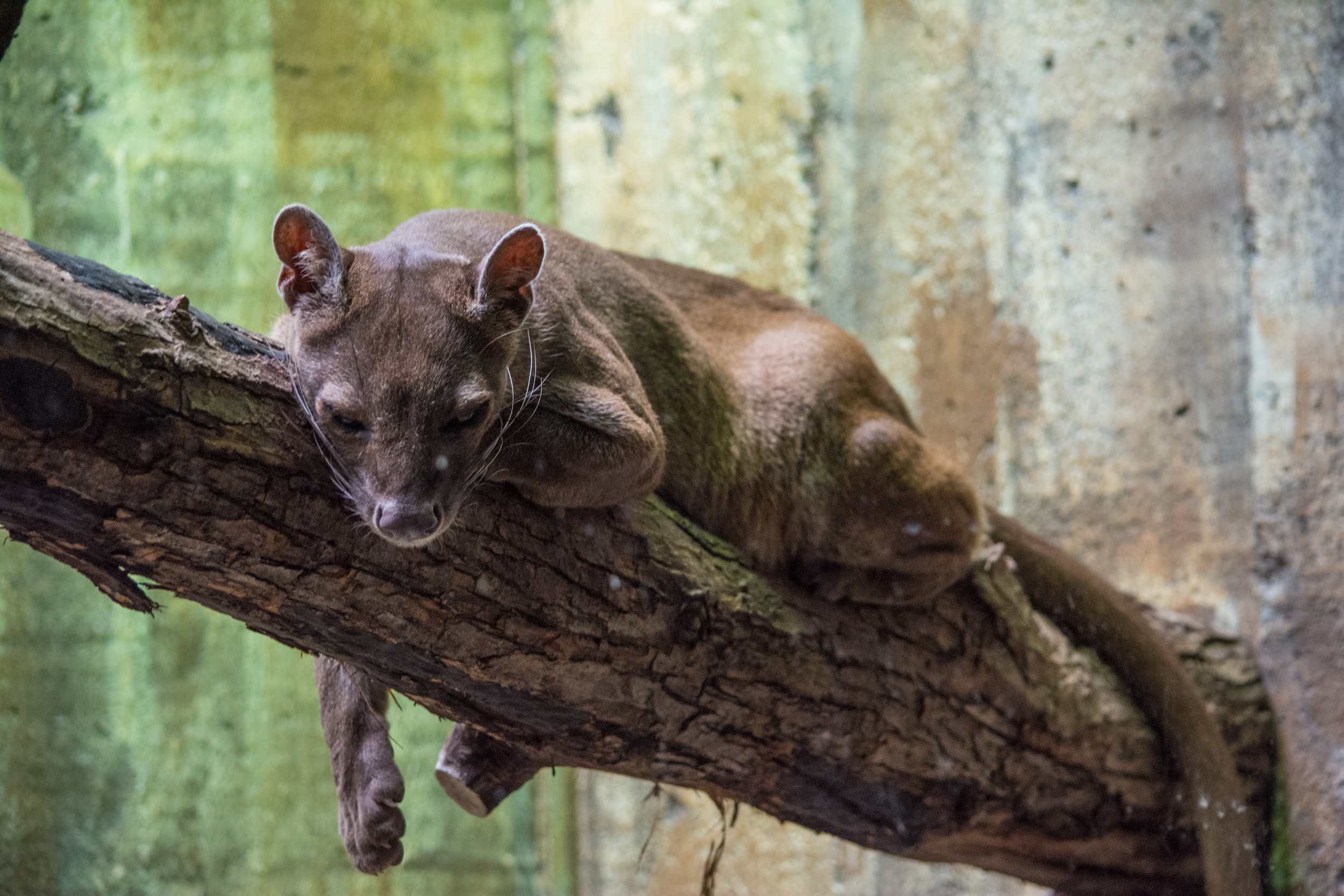
Fossa
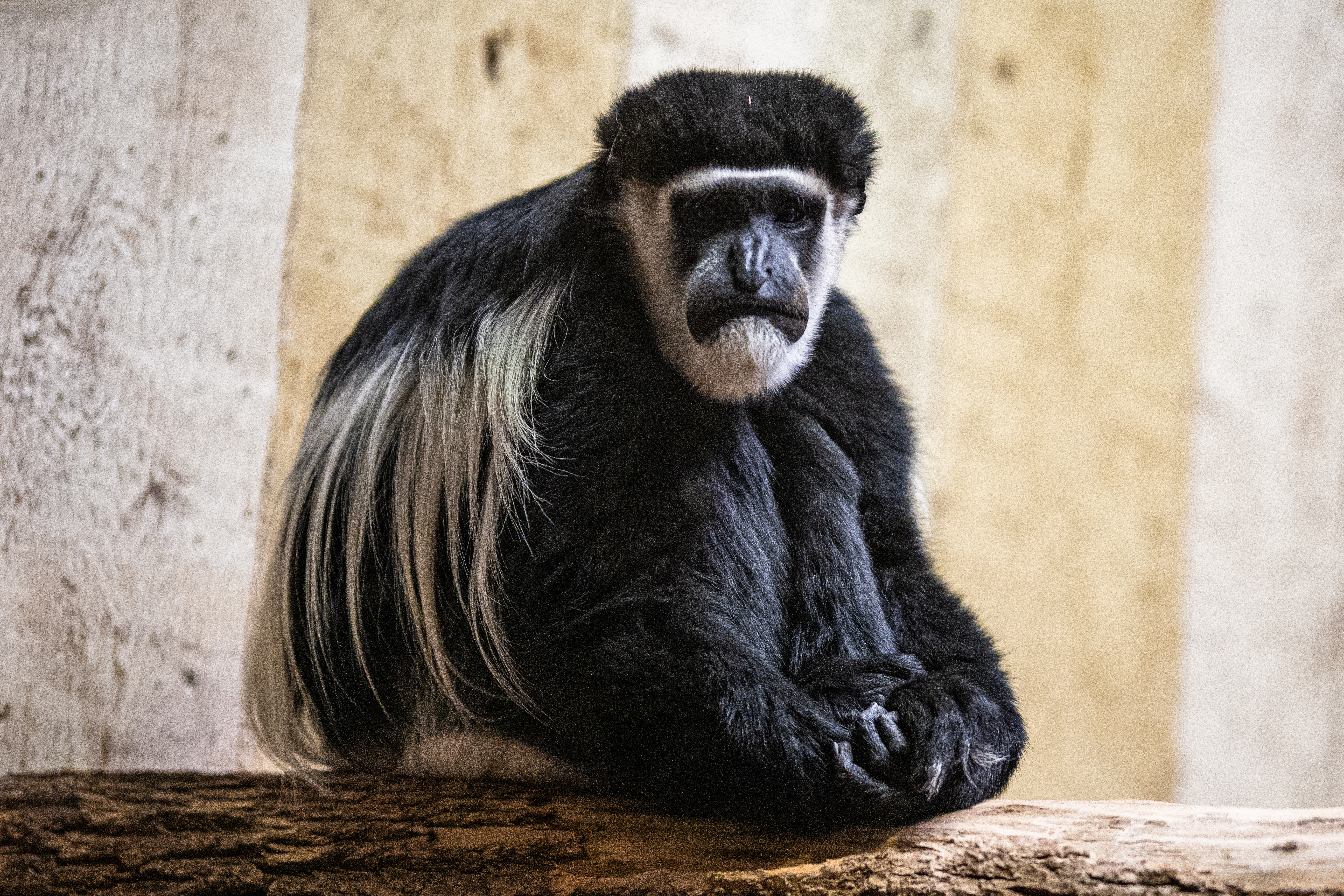
Mantelaffe
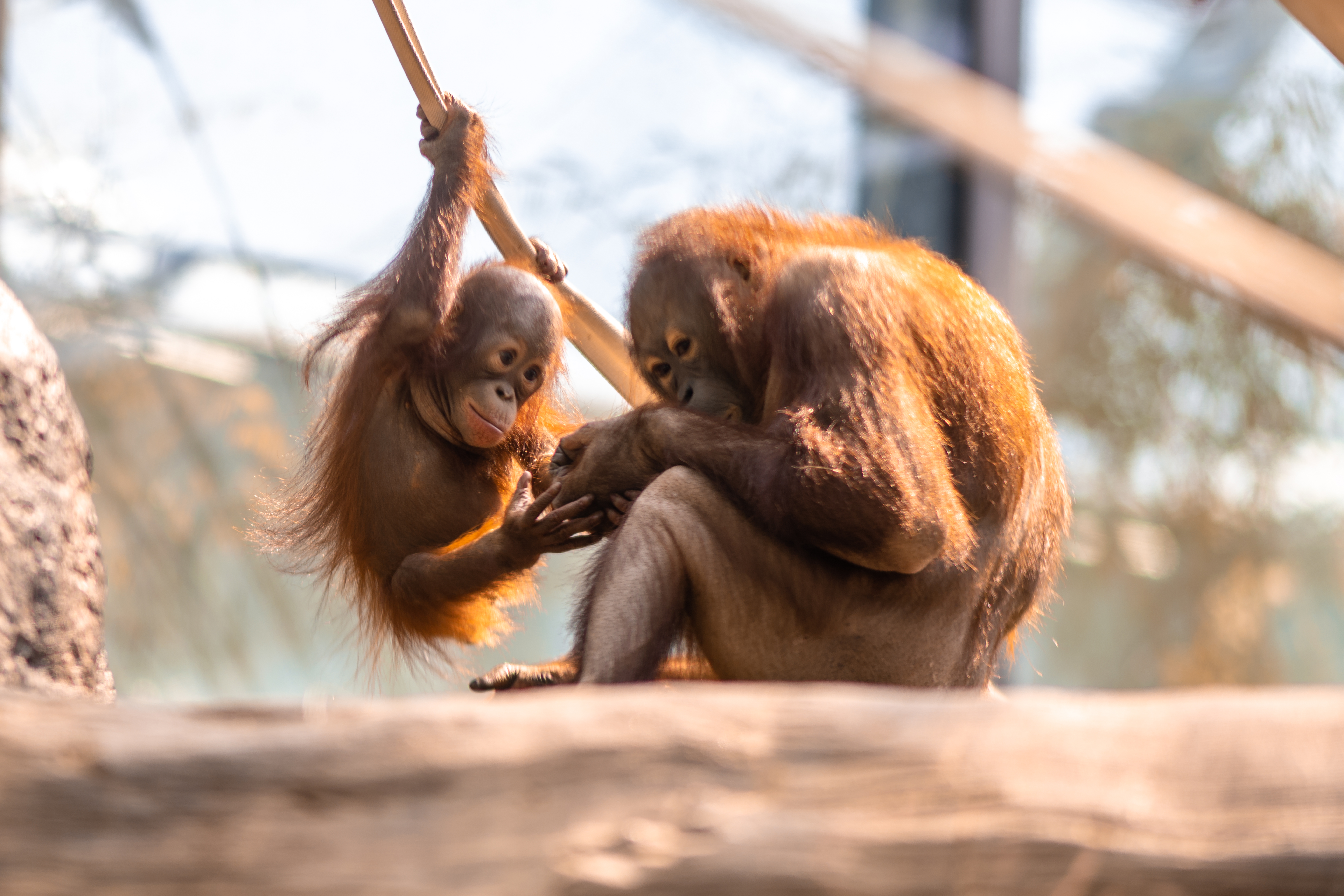
Borneo-Orang-Utan mit Jungtier
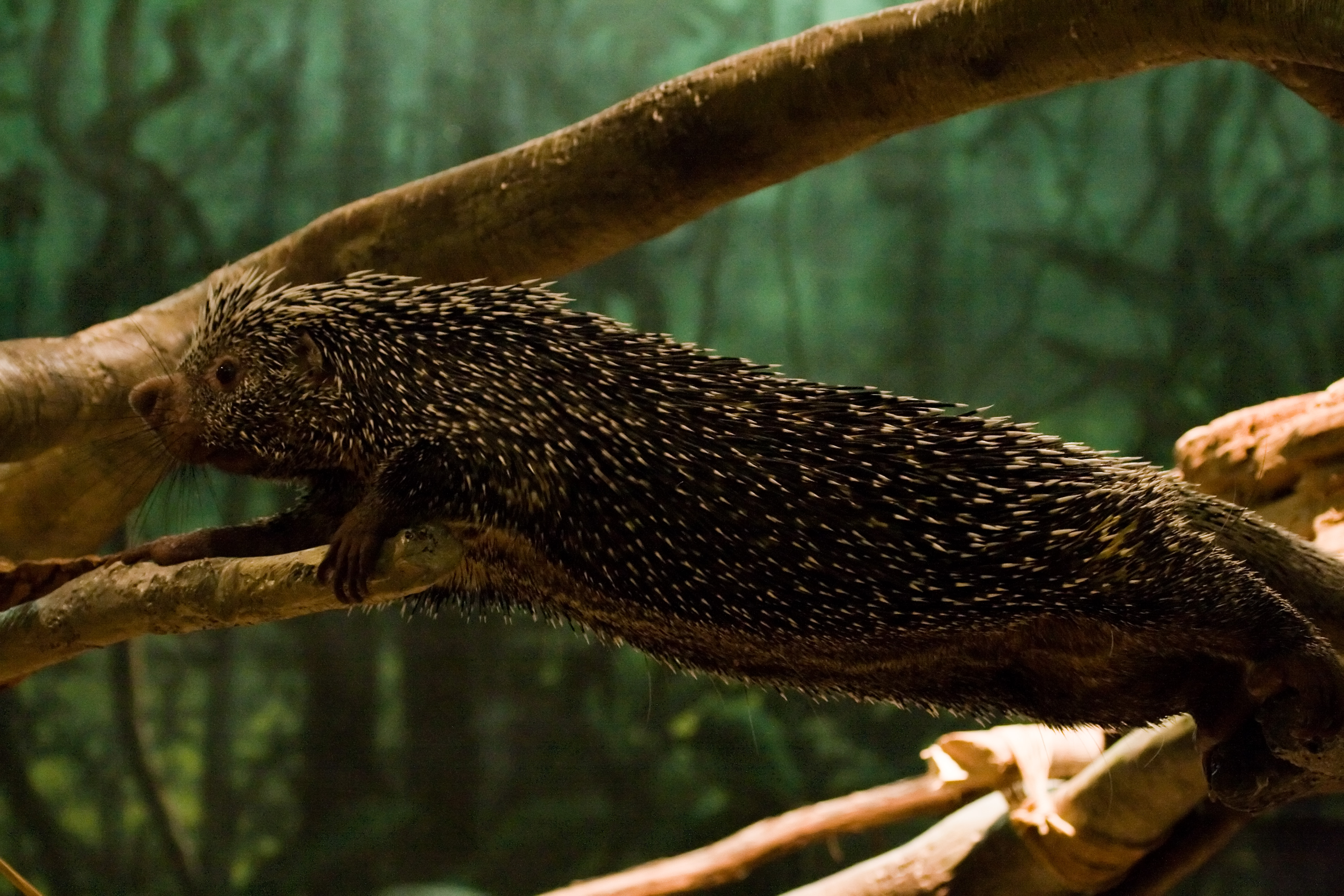
Cuandu (Baumstachler)
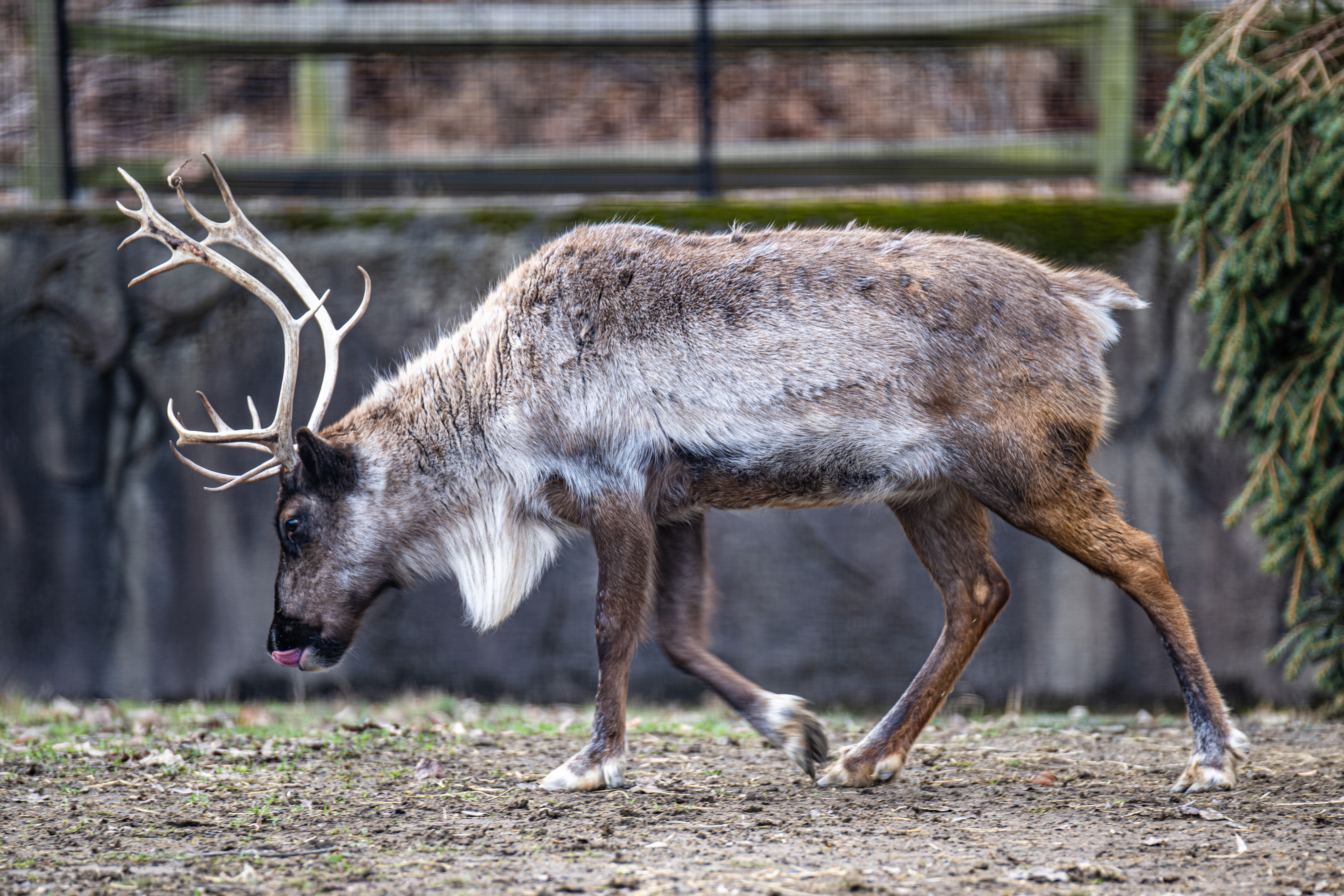
Ren
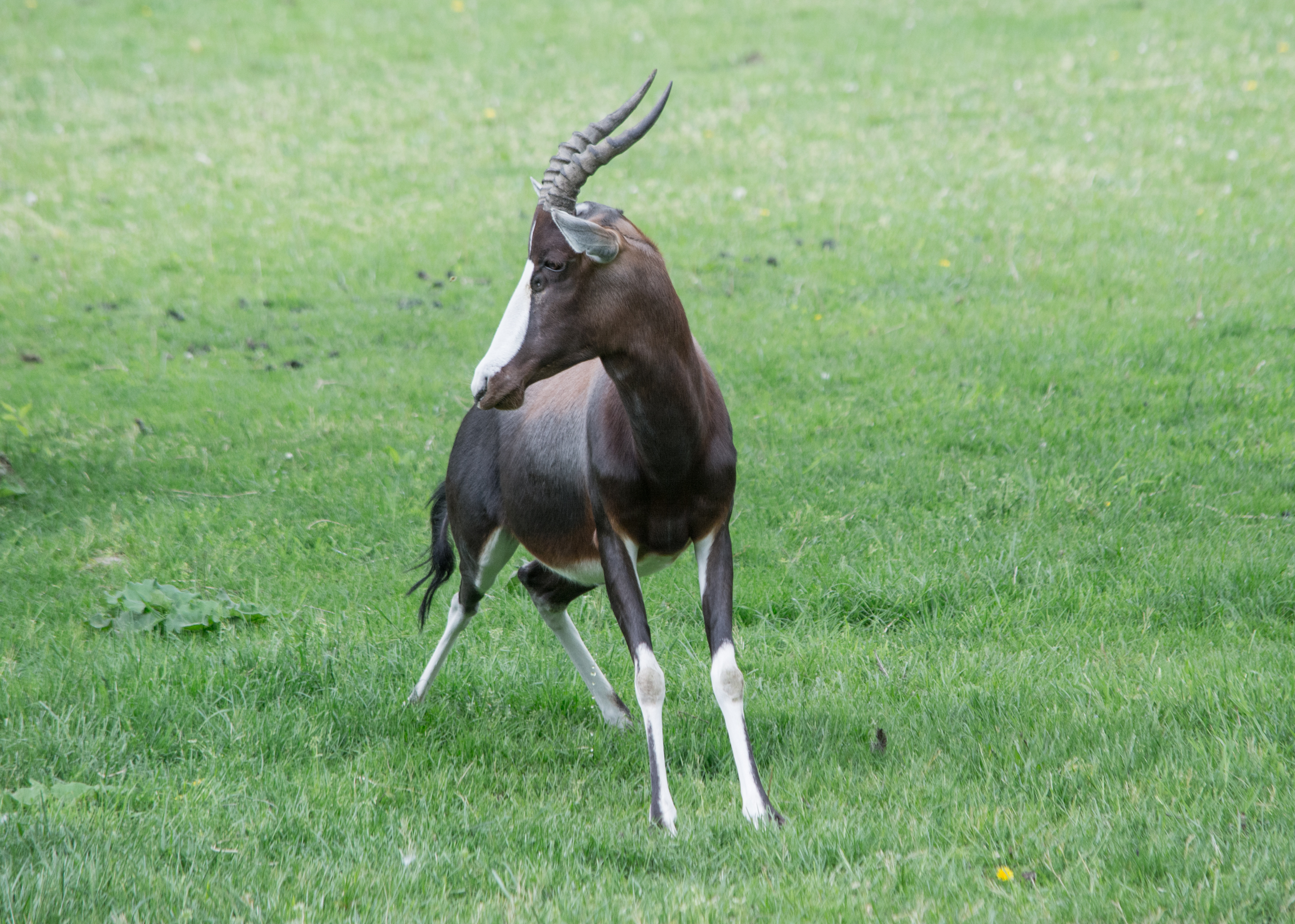
Buntbock